# Combinata nordica ai XXII Giochi olimpici invernali - Gara a squadre
Nella combinata nordica ai XXII Giochi olimpici invernali la gara a squadre trampolino lungo si è disputata nella località di Krasnaja Poljana il 20 febbraio. La prova di salto si è effettuata dal trampolino lungo HS140 RusSki Gorki.
La nazionale norvegese (formata da Jørgen Graabak, Håvard Klemetsen, Magnus Krog e Magnus Moan) ha vinto la medaglia d'oro, quella tedesca la medaglia d'argento e quella austriaca la medaglia di bronzo
Detentrice del titolo era la nazionale austriaca (Bernhard Gruber, Felix Gottwald, Mario Stecher e David Kreiner), che aveva vinto a Vancouver 2010, sul tracciato di Whistler (in Canada), precedendo la nazionale statunitense (medaglia d'argento) e quella tedesca (medaglia di bronzo).

## Classifica di gara
| Pos. | Nazione     | Atleti                                                               | Lungh. Salti            | Punt. Salti             | Tot. Punti | Hand. Fondo | Tempo Fondo | Distacco |
| ---- | ----------- | -------------------------------------------------------------------- | ----------------------- | ----------------------- | ---------- | ----------- | ----------- | -------- |
|      | Norvegia    | Magnus Moan Magnus Krog Jørgen Graabak Håvard Klemetsen              | 125.5 124.5 123.0 137.5 | 114.8 107.4 110.4 130.2 | 462.8      | +0'25       | 46'48"5     | -        |
|      | Germania    | Fabian Rießle Björn Kircheisen Johannes Rydzek Eric Frenzel          | 126.5 131.0 130.0 129.0 | 117.0 120.8 121.9 122.0 | 481.7      | -           | 47'13"8     | +0"3     |
|      | Austria     | Lukas Klapfer Christoph Bieler Mario Stecher Bernhard Gruber         | 126.0 133.0 132.5 122.0 | 114.8 126.7 125.3 109.5 | 476.3      | +0'07       | 47'09"9     | +3"4     |
| 4    | Francia     | Maxime Laheurte Sébastien Lacroix François Braud Jason Lamy-Chappuis | 121.5 130.0 129.5       | 106.3 108.4 120.0 120.5 | 455.2      | +0'35       | 47'51"3     | +1'12"8  |
| 5    | Giappone    | Akito Watabe Yūsuke Minato Hideaki Nagai Yoshito Watabe              | 128.0 110.5 123.5 126.0 | 120.9 90.2 108.2 114.0  | 433.3      | +1'05       | 47'25"6     | +1'17"1  |
| 6    | Stati Uniti | Todd Lodwick Taylor Fletcher Bill Demong Bryan Fletcher              | 116.5 112.5 121.5 115.0 | 99.9 92.5 108.0 97.2    | 397.6      | +1'52       | 47'43"1     | +2'21"6  |
| 7    | Rep. Ceca   | Tomáš Portyk Tomáš Slavík Miroslav Dvořák Pavel Churavý              | 124.0 119.5 124.0 125.5 | 113.9 104.2 111.9 110.0 | 440.0      | +0'56       | 48'40"1     | +2'22"6  |
| 8    | Italia      | Armin Bauer Lukas Runggaldier Samuel Costa Alessandro Pittin         | 112.0 110.5 120.0 116.5 | 88.7 106.3 100.2        | 383.9      | +2'10       | 47'54"7     | +2'51"2  |
| 9    | Russia      | Ernest Yahin Niyaz Nabeev Ivan Panin Evgenij Klimov                  | 116.5 121.0 118.5 130.5 | 96.0 105.0 101.5 123.7  | 426.2      | +1'14       | 51'35"8     | +5'36"3  |
|      | Finlandia   | Ilkka Herola Mikke Leinonen Janne Ryynänen Eetu Vähäsöyrinki         | DNS                     | DNS                     | DNS        | DNS         | DNS         | DNS      |

- Data: Domenica 20 febbraio 2014
- Prova di salto
- Ora locale: 11:30
- Trampolino: RusSki Gorki
- Punto K: 125 m
- Prova di fondo
- Ora locale: 15:00

Legenda:
- DNS = non partito (did not start)
- DNF = prova non completata (did not finish)
- Pos. = posizione